# 吉田修 (経営学者)
吉田 修（よしだ おさむ、1938年 -  ）は、日本の経営学者。滋賀大学名誉教授、帝塚山大学名誉教授。2017年瑞宝中綬章受章

## 来歴
1938年新潟県十日町市生まれ。1961年3月に滋賀大学経済学部を卒業。同年4月神戸大学大学院経済学研究科に進学し、1963年3月同修士課程修了、1966年3月同博士課程単位取得退学。同年滋賀大学経済学部に着任、1979年同教授。1999年3月同大学を退官、名誉教授の称号を受ける。退官後は帝塚山大学教授を務めた。専攻は経営学総論、経営学史、経営思想。経済学博士（神戸大学）。
2017年、瑞宝中綬章受章。

## 年譜
- 1938年 - 新潟県十日町市生まれ
- 1961年 - 滋賀大学経済学部卒業
- 1963年 - 神戸大学大学院経済学研究科修士課程修了
- 1966年 - 神戸大学大学院経済学研究科博士課程単位取得退学
- 1966年 - 滋賀大学経済学部講師
- 1979年 - 滋賀大学経済学部教授
- 1999年 - 帝塚山大学経営情報学部教授

## 主著
- 『ドイツ経営組織論』（森山書店、1976）
- 『ドイツ経営学入門』(共著、有斐閣、1980）
- 『西ドイツ労働の人間化』（森山書店、1985）
- 『経営学の基礎理論』（中央経済社、1990）
- 『ドイツ企業体制論』（森山書店、1994）
- 『経営学の基礎理論 第2版』（中央経済社、1990）

## 叙位・叙勲
- 瑞宝中綬章受章（2017年）[4]。

## 関連人物
- 仙田左千夫
- 片山貞雄